# 毕明福
毕明福（1968年5月—），男，汉族，安徽肥东人，中共党员，中华人民共和国教育人物。

## 生平
1991年毕业于安徽师范大学中文系，留校工作。历任安徽师范大学党办秘书，学生处学生管理科副科长、科长，国土资源与旅游学院党总支副书记，安徽师范大学团委副书记、团委书记，安徽师范大学党委委员、组织部部长等职。2014年8月任安徽师范大学党委常委、副校长。2020年7月调任铜陵学院党委副书记。2022年4月，任滁州学院党委委员、常委、书记。
2024年4月，任淮北师范大学党委书记。